# Knjižnica
Knjižnica je ustanova, ki pridobiva, obdeluje in hrani gradivo in ga daje na voljo uporabnikom. Knjižnično gradivo predstavljajo knjige, revije in ostale publikacije ter drugi nosilci informacij.

## Ureditev knjižnic
Večinoma se v sodobnih državah ravnajo po načelu da morajo biti knjige v knjižnicah dostopne vsakomur. Praktično pa to pomeni da mora to dostopnost vseeno nekdo plačati, saj ureditev, upravljanje knjižnice, osebje, knjižne zbirke, nove knjige, revije, dodatne usluge, ki jih nudijo knjižnice, stanejo kar veliko denarja. Javne knjižnice se običajno vzdržujejo s sredstvi iz državnega proračuna in proračuna lokalne skupnosti, tako se stroški vzdrževanja razdelijo na vso skupnost, zbirajo pa se iz davkov. Mestne knjižnice vodijo odbori, ki jih postavljajo lokalne oblasti, ti odločajo, kako se bodo uporabila sredstva, ki se zberejo v proračun lokalne skupnosti. Države imajo lahko tudi državne knjižnice tesno povezane z univerzitetnimi knjižnicami, so pa tudi take, ki to strogo ločujejo. Običajno ima administrativno kontrolo nad javnimi knjižnicami ministrstvo za šolstvo. Knjižnica je lahko uporabna šele, ko ima izdelan Vodič po vsebini, sestavljata ga vsaj dva kataloga, Stvarni katalog, kjer so zbrani podatki o knjigah in Avtorski katalog, kjer so zbrani podatki o avtorjih po abecednem redu ter podatki kje se fizično knjiga najde v knjižnici. Starejše knjižnice imajo v ta namen uveden Deweyev decimalni sistem, ki je leta 1876 vpeljal ameriški knjižničar Melvil Dewey. Danes je večina teh sistemov in podatkov že prenesenih v elektronsko obliko. Dandanes se knjižnice ne ukvarjajo samo s knjigami – pogosto imajo zbirke trakov, plošč, DVD-jev, reprodukcij slik, filmov, grafikonov, zemljevidov, mikrofilmov, v zadnjem času pa tudi igrač za otroke. Knjižnice razširjajo in izboljšujejo usluge ter se medsebojno povezujejo s pomočjo interneta. Obstajajo tudi strokovne (specialne) knjižnice, ki so specializirane za določeno stroko in zbirajo vso starejšo in sodobno literaturo o svojem področju dejavnosti. Največje slovenske knjižnice so Narodna in univerzitetna knjižnica v Ljubljani, Univerzitetna knjižnica Maribor, Osrednja humanistična knjižnica na Filozofski fakulteti Univerze v Ljubljani in Biblioteka SAZU, pa tudi druge specialne knjižnice, kot so Osrednja družboslovna knjižnica Jožeta Goričarja in Osrednja ekonomska knjižnica za področji družboslovja oz. ekonomije in Centralna tehniška knjižnica Univerze v Ljubljani za področje tehniških strok, Knjižnica Narodnega muzeja Slovenije, Knjižnica centra za teatrologijo in filmologijo na AGRFT ter Centralna medicinska knjižnica v Ljubljani. Posebnost so mdr. cerkvene knjižnice zgodovinskega pomena: Semeniška knjižnica in Frančiškanska knjižnica v Ljubljani, Kapucinska knjižnica v Škofji loki ter Samostanska knjižnica na Kostanjevici pri Gorici. Od splošnih lokalnih knjižnic je največja Mestna knjižnica Ljubljana, ki ima v svoji sestavi osrednjo ljubljansko Knjižnico Otona Župančiča, kot tudi specialno Slovansko knjižnico.

## Razdelitev knjižnic
Glede na dostopnost:
- javne
- del večje ustanove
- zasebne

Glede na tip:
- splošne
- šolske
- visokošolske
- specialne (npr. strokovne)
- nacionalne

## Znamenite ali znane knjižnice
- Aleksandrijska knjižnica, Aleksandrija (zdaj Egipt)
- Asurbanipalova knjižnica, Babilon (zdaj Irak)
- Celzova knjižnica, starodavna rimska stavba v Efezu (zdaj Turčija)
- Pergamonska knjižnica, Pergamon (zdaj Turčija)
- Ambrozijanska knjižnica, Milano (Italija)
- Avstrijska narodna knjižnica (pred 1920 Dvorna knjižnica), Dunaj, Avstrija
- Bodleianova knjižnica, Oxford (Anglija)
- Britanska knjižnica, London (Anglija)
- Knjižnica Britanskega muzeja v Londonu (Anglija)
- Francoska narodna knjižnica, Pariz (Francija)
- Knjižnica francoskega parlamenta (Pariz, Francija)
- Hilandarska knjižnica - Samostan Hilandar na gori Atos, Grčija
- Vatikanska knjižnica, Vatikan (Rim)
- Medičejska knjižnica, knjižnica Riccardiana, Firence, Italija
- Italijanska nacionalna knjižnica, Firence
- Biblioteca Generale/Splošna knjižnica/(Piazzale Europa-Trieste/Trst, Italija )
- Biblioteca Universitaria di Bologna - BUB (Italija)
- Bavarska državna knjižnica, München (Nemčija)
- Štajerska deželna knjižnica (s Slovensko čitalnico Gradec), Gradec, Avstrija
- Joanneum Bibliothek, Gradec
- Universitätsbibliothek Klagenfurt, Celovec, Avstrija
- Narodna in univerzitetna knjižnica v Zagrebu (Nacionalna i sveučilišna knjižnica u Zagrebu, NSK) (Hrvaška)
- Knjižnica Zagrebačke nadbiskupije i Prvostolnog kaptola zagrebačkog /Metropolitan(sk)a (knjižnica) (=največja hrvaška cerkvena knjižnica, Zagreb)
- Sveučilišna knjižnica Rijeka, Hrvaška
- Gradska knjižnica Rijeka
- Hrvatska čitaonica Trsat, Reka, Hrvaška
- Sveučilišna knjižnica u Zadru, Hrvaška
- Sveučilišna knjižnica u Splitu, Hrvaška
- Sveučilišna knjižnica u Puli, Hrvaška
- Znanstvena knjižnica Dubrovnik, Hrvaška
- Franjevačka knjižnica, Dubrovnik, Hrvaška
- Nemška nacionalna knjižnica (Leipzig in Frankfurt ob Majni)
- Weimarska knjižnica vojvodinje Anne Amalie, Weimar, Nemčija
- Knjižnica Humboldtove univerze v Berlinu, Nemčija
- Heidelberška knjižnica, Heidelberg, Nemčija (najstarejša ohranjena javna knjižnica, ustanovljena 1421)
- Kongresna knjižnica, Washington, D.C., ZDA
- Javna knjižnica v New Yorku (New York Public Library), New York, ZDA
- Ruska državna knjižnica, Moskva (včasih im. po V. I. Leninu)
- Harvardova univerzitetna knjižnica, Cambridge, Massachusetts, ZDA
- Knjižnica kalifornijske univerze, San Francisco, ZDA
- Biblioteka/Knjižnica akademije znanosti, Sankt Peterburg
- Knjižnica (Ruske) akademije znanosti (BAN) v Moskvi
- Yale University Library, ZDA
- University of Illinois, ZDA
- Narodna Széchényijeva knjižnica, Budimpešta, Madžarska
- Narodna knjižnica Romunije, Bukarešta
- Biblioteca Academiei, Bukarešta, Romunija
- Narodna knjižnica sv. Cirila in Metoda, Sofija, Bolgarija
- Narodna in univerzitetna knjižnica "Sv. Kliment Ohridski", Skopje, Severna Makedonija
- Sulejmanova knjižnica, Carigrad, Turčija
- Turška narodna knjižnica, Ankara
- Narodna knjižnica Grčije, Atene
- Narodna knjižnica Srbije, Beograd
- Univerzitetska Biblioteka Svetozar Marković, Beograd, Srbija
- Nacionalna i univerzitetska biblioteka Bosne i Hercegovine, Sarajevo
- Narodna knjižnica (Poljska), Varšava
- Jagelonska knjižnica, Krakov, Poljska
- Narodna knjižnica Češke, Praga
- Knjižnica Univerze v Bratislavi, Slovaška
- Національна бібліотека України імені В.І. Вернадського (Ukrajinska nacionalna biblioteka Vernadskega), Kijev
- Beloruska narodna knjižnica, Minsk
- Narodna knjižnica Španije, Madrid
- Biblioteca Joanina, Lizbona, Portugalska
- Knjižnica Kolidža svete Trojice, Dublin, Irska
- Škotska nacionalna knjižnica, Glasgow, Edinburgh
- Univerzitetna knjižnica, Amsterdam, Nizozemska
- Univerzitetna knjižnica, Uppsala, Švedska
- Univerzitetna knjižnica, Lund, Švedska
- Kraljeva knjižnica, Stockholm, Švedska
- Univerzitetna knjižnica, Helsinki, Finska
- Kraljeva knjižnica, Oslo, Norveška
- Kraljeva knjižnica, Kobenhavn, Danska
- Kraljevska knjižnica, Bruselj, Belgija
- Biblioteca Nacional do Brasil, Rio de Janeiro
- Narodna knjižnica Argentine, Buenos Aires
- Narodna knjižnica Latvije, Riga
- Narodna knjižnica Koreje, Seul
- Narodna knjižnica Čila, Santiago de Chile
- Švicarska nacionalna knjižnica